# Antrocephalus hallami
Antrocephalus hallami är en stekelart som först beskrevs av Girault 1920.  Antrocephalus hallami ingår i släktet Antrocephalus och familjen bredlårsteklar. Inga underarter finns listade i Catalogue of Life.